# Stéphanie Marteau
Pour les articles homonymes, voir Marteau.
Stéphanie Marteau, née le 30 janvier 1977,,[source insuffisante], est une journaliste française. Elle publie régulièrement dans le journal Le Monde.

## Biographie
En 2016, elle cosigne l'ouvrage L'Élysée off avec le journaliste du Point Aziz Zemouri et paru aux éditions Fayard dans lequel ils accusent notamment  Michel Sapin d'avoir « fait claquer l'élastique de la culotte » d'une journaliste, ce que le ministre dément « catégoriquement » lors de la sortie de l'ouvrage. Quelques jours plus tard, le ministre revient sur les faits rapportés par Stéphanie Marteau et Aziz Zemouri : il reconnaît un geste « inapproprié ». À la suite de la parution de l'ouvrage, l'éditorialiste Jérôme Béglé assure le 21 avril 2016 dans Le Point qu'elle et Aziz Zemouri « ont collé leurs oreilles sur les hautes murailles qui entourent le palais ».

## Publications
- 2016 : L'Élysée off, Stéphanie Marteau et Aziz Zemouri, Fayard, Paris, 204 p.  (ISBN 978-2-213-69902-8).

- 2016 : Black, blanc, beur... : la guerre civile aura-t-elle vraiment lieu ?, Stéphanie Marteau et Pascale Tournier, Albin Michel, Paris, 210 p.  (ISBN 978-2-226-17496-3).
- 2016 : Voyage dans la France musulmane, Sadek Hajji et Stéphanie Marteau, Plon, Paris, 296 p.

## Filmographie

### Comme journaliste
Plateforme
- 2020 : Chambre 2806 : L'affaire DSK en tant que journaliste avec Margot Haddad (d), pour Netflix et produit par CAPA Presse[7],[8].